# Elattoneura khalidi
Elattoneura khalidi är en trollsländeart som beskrevs av Schneider 1988. Elattoneura khalidi ingår i släktet Elattoneura och familjen Protoneuridae. Inga underarter finns listade i Catalogue of Life.